# سیگیوی
سیگیوی 
(به مالتی: Siġġiewi) شهری در ناحیهٔ مالت غربی واقع در کشور مالت است که در سال ۱۹۹۵ میلادی ۷٫۰۹۷ نفر جمعیت داشته اما جمعیت آن در سال ۲۰۰۵ میلادی ۷٫۹۰۳ نفر بوده‌است.